# アイ・ラーニング
株式会社アイ・ラーニングは、沖縄を拠点に学習塾・予備校を展開する会社。

## 沿革
- 1977年（昭和52年）10月 - 前身の「北谷特訓教室」を開塾。
- 1980年（昭和55年）10月 - 「進学教室トリプル・アイ学院」として沖縄市諸見里に移転。
- 1984年（昭和59年）11月 - 有限会社トリプル・アイ教育研究所設立。
- 1992年（平成4年）3月 - 株式会社トリプル・アイ総研に社名変更。
- 1999年（平成11年）1月 - 有限会社個別指導会「ベスト」設立。
- 2002年（平成14年）4月 - 株式会社アイ・ラーニングへ社名変更。
- 2005年（平成17年）6月 - グリーンシート市場に株式公開。